# Isa Daudow
Isa Liczijewicz Daudow (ros. Иса Личиевич Даудов; ur. 10 września 1989) – rosyjski zapaśnik startujący w stylu wolnym. Czwarty w Pucharze świata w 2015. Mistrz Rosji juniorów w 2009 roku.